# Pascoe St Leger Grenfell
Pascoe St Leger Grenfell (1798 – 1879) est un homme d'affaires et mécène britannique, et un soutien clé  de la South Australian Company. Il est membre du comité de la South Australian Church Society, et est connu pour le don d'un acre de terrain sur North Terrace, Adelaide qui a été utilisé pour la construction de l'église Holy Trinity - l'une des premières églises construites dans la ville et la colonie. Il a également fait don de 40 acres de terrain l'église comme terres de glebe. Cette terre est devenue plus tard la banlieue de Trinity Gardens. Grenfell Street, Adelaide a été nommé en son honneur ,,.

## Biographie
Pascoe St Leger est le deuxième fils de Pascoe Grenfell (1761–1838) et Georgiana St Leger et petit-fils de Pascoe Grenfell (1729–1810) et St Leger St Leger (1er vicomte Doneraile). Il est né le 5 novembre 1798 à Londres, est décédé le 27 mars 1879 à Nottingham et est enterré dans le caveau familial à Taplow, Buckinghamshire. Il est scolarisé au Collège d'Eton. Il s'est marié deux fois, ayant 9 enfants de sa première épouse, dont l'un est le maréchal Francis Grenfell (1er baron Grenfell) .
Après la mort de son père en 1838, Grenfell prend le contrôle de Pascoe Grenfell & Sons, les entreprises de fusion de cuivre et d'étain de son père et grand-père sur la rivière Tawe, Swansea, au Pays de Galles. Il est un penseur bienveillant et progressiste avec des approches modérées du travail humain, du libre-échange, de la santé et de l'éducation .

## Société de l'Église d'Australie du Sud
Pascoe St Leger Grenfell ainsi qu'un autre directeur de la société de l'Australie du Sud, Raikes Currie, William Wolryche-Whitmore et le révérend Sir Henry Robert Dukinfield sont des membres clés du comité de la Society for the Propagation of the Gospel in Foreign Parts (SPG) et sont tous impliqués dans l'établissement de l'Australie du Sud en tant que colonie libre. Au milieu des années 1830, Grenfell est impliqué dans la South Australian Church Society, une organisation prête à lever des fonds pour la construction d'églises et employer des ministres dans la nouvelle colonie d'Australie du Sud. Le colonel William Light, arpenteur général de la nouvelle colonie et de la ville d'Adélaïde, a le pouvoir de sélectionner des terres pour la South Australian Church Society. Grenfell achète le terrain en décembre 1835 pour 12 shillings, et en mars 1836, il en fait don pour l'église. Le don total avait une valeur estimée à 70 shillings et a fait de lui le plus grand contributeur privé à l'entreprise .